# Karel Poláček
Karel Poláček (Rychnov nad Kněžnou, 22 marzo 1892 – Auschwitz, 21 gennaio 1945) è stato uno scrittore ceco di origine ebraica, vittima dell'Olocausto.

## Biografia
Karel Poláček esordì nel 1928 con il romanzo La casa in periferia (1928), ma acquistò fama con Uomini in fuorigioco (1931) e M. e la motocicletta (1935). Nel 1936, con Città di provincia, iniziò una pentalogia sulla prima guerra mondiale, che si concluse con Eravamo in cinque (1946). Lo scrittore fu grande oppositore del regime nazista e di origine ebraica, per questo fu arrestato (1943) e deportato ad Auschwitz, ove morì.